# Транспорт в Афганистане

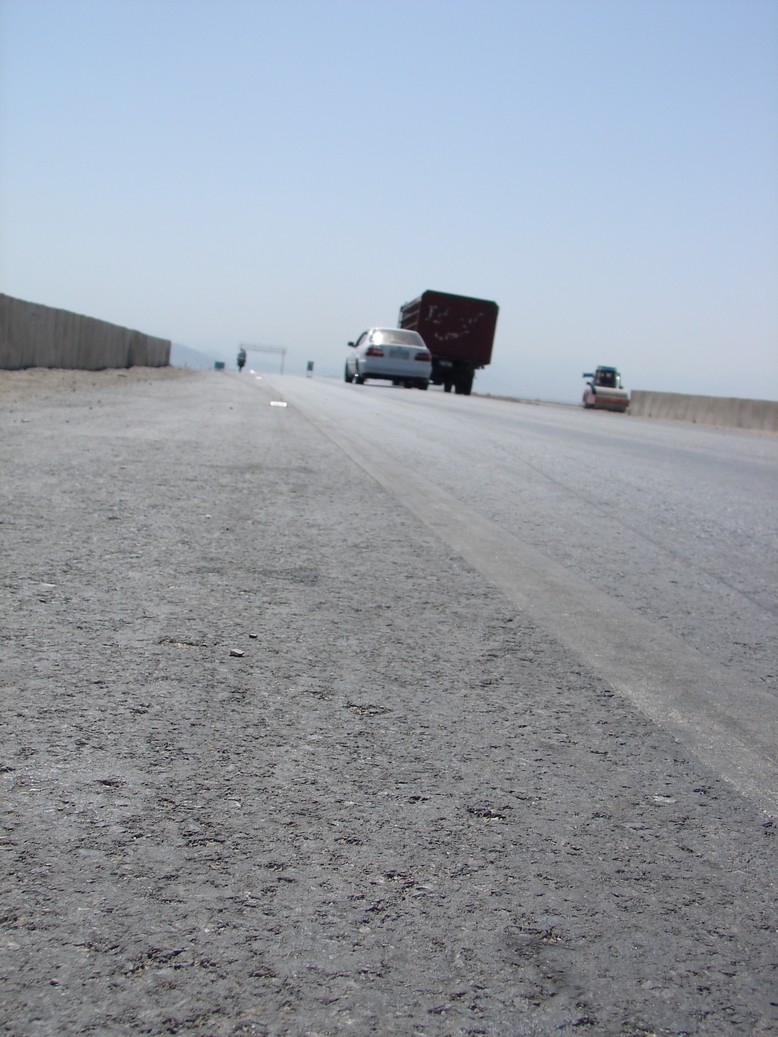
Дорога из Джелалабада в Кабул

Афганистан не имеет выхода к морю, соответственно, не имеет морского транспорта. Река Аму-Дарья — часть естественной границы с Туркменистаном, Узбекистаном и Таджикистаном, по ней открыто движение барж. Железнодорожные линии кроме недавно построенной линии Мазари-Шариф — Хайратон ограничиваются короткими линиями через Аму-Дарью от Термеза в Узбекистане и Джейретана в Афганистане, и короткой веткой между городом Кушка в Туркменистане и Турагунди в Афганистане. Линия из Термеза пересекает автомобильно-железнодорожный мост через Аму-Дарью, который был построен советскими инженерами.

## Дороги
Шоссе, соединяющее главные города — Герат, Кандагар, Газни и Кабул со ответвлением в соседний Пакистан — основа дорожной системы Афганистана.
Шоссе S включает 8231 километров асфальтированной дороги и 26558 километров грунтовой дороги, приблизительно общая протяжённость дорожной системы составляет 34789 километров на 2003 год.

### История
Большая часть дорог построено в 1960-х годах, при финансовой поддержке СССР. Советские специалисты построили Шоссе Герат-Кандагар, дороги из туннеля через Саланг в 1964 году, соединяющие Северный и Южный Афганистан. Мост, около 700 метров в длину и 11 метров в ширину пересекает реку Пяндж, являющуюся естественной границей между двумя странами, а также соединяющий порты Нижний Пяндж на таджикской стороне реки и Шир Хан Бендер в Афганистане. Шоссе Деларам — Зарандж было построено с помощью Индии и открыто в январе 2009 года.

### Восстановление
Большая часть дорог и шоссе в настоящее время находится на стадии реконструкции. Большинство региональных дорог также ремонтируются и улучшаются. В связи с Гражданской войной последние 30 лет состояние транспортных и коммуникационных сетей неудовлетворительное, что препятствует росту экономики.
После падения Талибана многие дороги были восстановлены.

## Железные дороги
Железных дорог как целостной системы в Афганистане нет. Во время Большой Игры афганские правители препятствовали строительству железных дорог, так как это могло способствовать иностранному вмешательству во внутренние дела Афганистана, прежде всего, Британской империи или России, а также угрожало потерей экономической независимости.

### Туркменская и узбекская граница

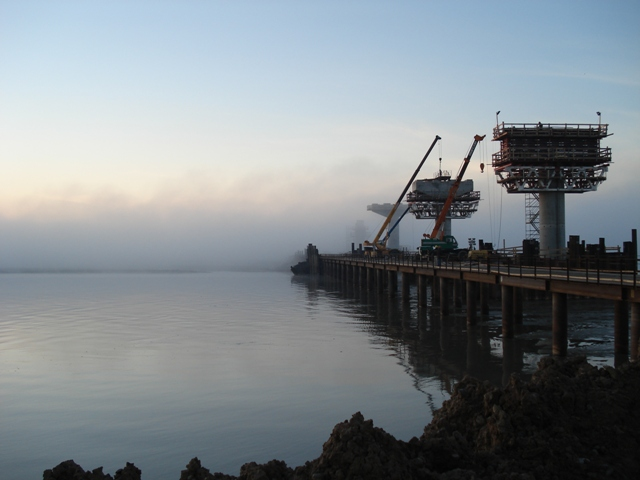
Строительство Моста Дружбы

Железнодорожный подъездной путь длиной менее 10 км достроен в 1960 г. от Кушки (Туркменистан) до Торагунди (Гератский вилоят). Реконструкция этой линии советской постройки началось в 2007 году.
Железнодорожный подъездной путь построен в 1982 г. от ст. Галаба (Узбекистан, ж.д. линия Термез—Курган-Тюбе) до Хайратона (Балхский вилоят).
22 января 2010 г. начала строиться ж.-д. Хайратон —- Мазари-Шариф, завершённая в ноябре того же года.

### Иранская граница
Ближайшая ветка в Иран — линия, завершающаяся в Мешхеде.
Это направление в настоящее время продлено на 202 километра к востоку к городу Герат. 
Как сообщается, в октябре 2008 года Министерство общественных работ Афганистана ожидало, что это строительство завершится к концу 2008 года.

### Пакистанская граница
Две ширококолейные линии из Пакистана заканчиваются на границе в Чамана и у Хайберского прохода. Выдвигались различные предложения о продлении этих линий до Кандагара и Кабула соответственно.

### Прочие границы
Отсутствуют железнодорожные линии в Китай и Таджикистан, хотя в связи с последним была предложена в 2008 году.

### Проблемы железной дороги
Две главные проблемы строительства железных дорог — это сложный горный рельеф и неопределённость с шириной колеи. Последний вопрос особенно важен и связан с выбором направления экономической и транспортной интеграции страны. Все граничащие с Афганистаном регионы имеют разную ширину колеи железных дорог: Иран — «европейскую» 1435 мм, Средняя Азия — «российскую» 1520 мм, Пакистан и Индия — «пиренейскую» 1676 мм.
Выбор колеи 1520 мм будет способствовать преимущественному развитию транспортных коридоров север-юг, связь с Европой через страны Средней Азии и Россию, сотрудничество с производителями железнодорожного ПС стран СНГ. Инвесторами предлагается также строительство ветки 1520 мм через Пакистан к портам Индийского океана. Однако это усложняет транзит между Индией и Ираном, потребует необходимость содержания некоторого парка вагонов, совместимых с тележками всех трёх систем.
Выбор колеи 1435 мм или 1676 мм будет способствовать преимущественному развитию транспортных коридоров восток-запад, связь с Европой через Иран и Турцию, сотрудничество с производителями железнодорожного ПС Ирана, и, в перспективе, европейских стран, возможность выхода к портам Индийского океана. Предлагается также строительство трансафганских веток совмещённой колеи. Однако это усложнит связь со странами Средней Азии и Россией, потребует реконструкции существующих линий и грузовых терминалов на севере страны, угрожает осложнением дипломатических отношений с Россией и потерей её как торгового и политического партнёра.

### Хронология
2007
- Строительство в Иране системы линий вблизи афганской границы. Предлагается расширить дорогу до:
  -  Гуриан
  - Герат (933m)
  - Мейманех (877m)
  - Шеберган (250m)
  - Хариатан — мост с  Узбекистан
  -  Шир Хан Бандар (329m)

2008
- Открытие торговой дороги в Иран

2009
- Предлагается продление дороги от Хайратона на узбекской границе до Мазари-Шарифа при помощи моста советской постройки через Амударью[13].
- Пятилетний проект строительства железной дороги[14].

## Трубопроводы
Есть нефтепроводы из Баграма в Узбекистан и из Шинданда в Туркменистан. Эти трубопроводы неисправны и негодны для использования в течение многих лет. Есть 180 километров газопроводов. Строительство газопровода из Афганистана в Пакистан оценивается в 3 млрд долларов.

## Речные порты и гавани
Основные водные пути в реке Амударье, которая является естественной частью границы Афганистана на севере. По реке возможно движение барж грузоподъёмностью до 500 тонн. Основной речной порт расположен в Хайрабаде и Шаир Хан Порте.

## Аэропорты
Есть 47 аэропортов. Примерно 10 из них с твёрдым покрытием взлетно-посадочных полос. Из них 3 имеют взлетно-посадочные полосы длиной свыше 3000 метров, 4 имеют взлетно-посадочные полосы длиной между 2500 и 3000 метров, 2 имеют взлетно-посадочные полосы длиной между 1500 и 2500 метров, 1 имеет взлетно-посадочную полосу меньше 1000 метров. 37 аэропортов с грунтовыми взлетно-посадочными полосами. Из них 1 имеет взлетно-посадочную полосу длиной более 3000 метров, 7 имеют взлетно-посадочные полосы длиной между 2500 и 3000 метров, 14 имеют взлетно-посадочные полосы длиной между 1500 и 2500 метров, 4 имеют взлетно-посадочные полосы длиной между 1000 и 1500 метров, а 11 имеют взлетно-посадочные полосы длиной менее 1000 метров.

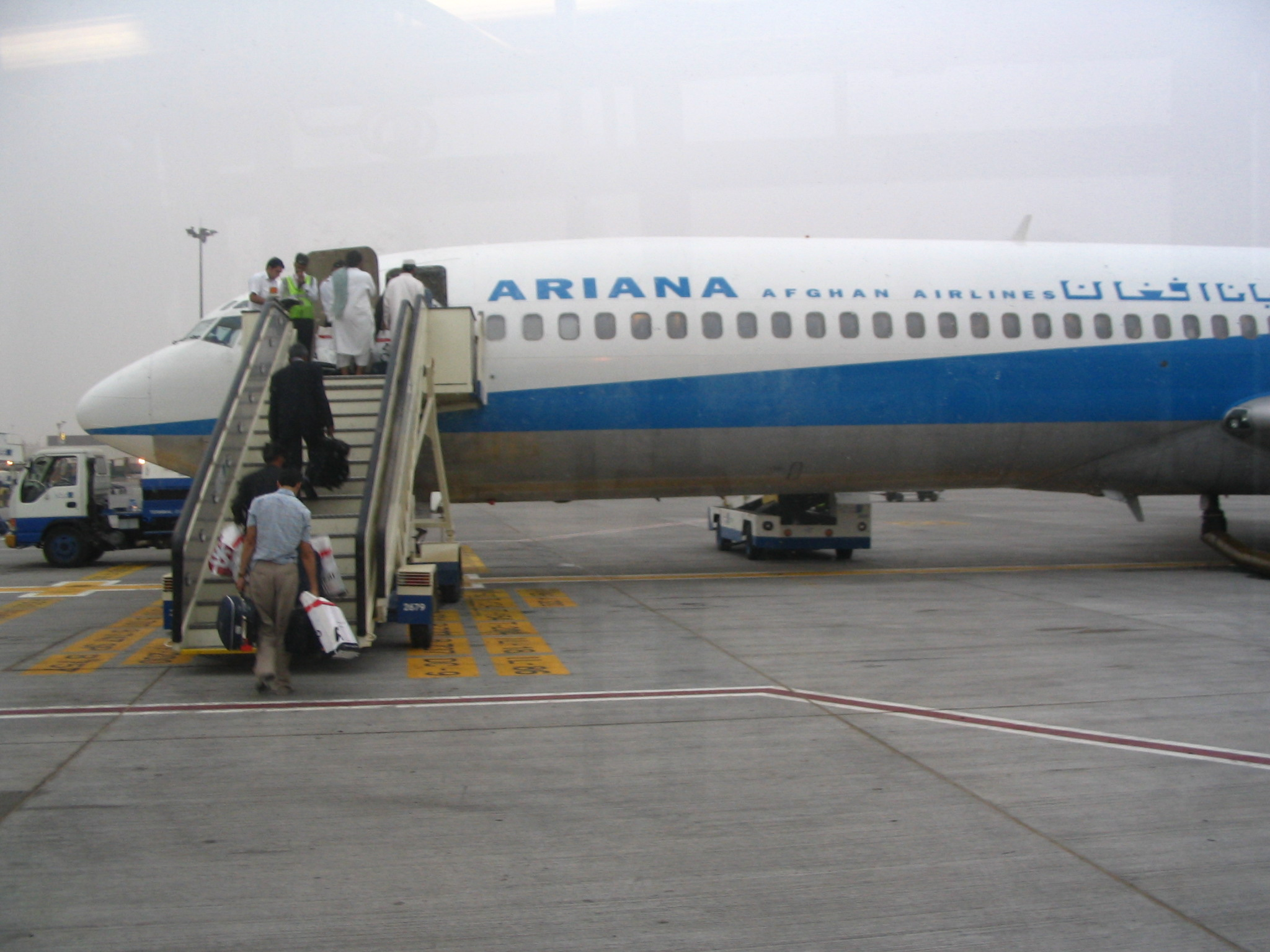
Посадка людей на самолёт в Кабульском аэропорту

- Кабульский международный аэропорт (ВПП 3500 м) — самый крупный аэропорт и основной узел для международных гражданских рейсов.
- Кандагарский Международный аэропорт (ВПП 3210 м) — аэропорт является двойного назначения в южной части Афганистана.
- Аэропорт Мазари Шариф (3181 м взлетно-посадочной полосы) — аэропорт двойного назначения, обслуживающий северную и центральную части страны.
- Аэропорт Герат (ВПП 2505 м) — основной гражданским аэропорт в западной части страны.
- Аэропорт Джелалабада (ВПП 2213 м)

Авиабаза Баграм используется военными США и НАТО. На ней интенсивное движение, особенно вертолётов. Она также может принимать больше лайнеров, таких как Боинг-747, C-5 «Гэлакси» и C-17 «Глоубмастер» III, а также военных грузовых самолётов. Некоторые компании летают из страны через Баграм на регулярной основе.
К одним из государственных приоритетов Афганистана относятся модернизация международных аэропортов в Кабуле, Герате, Мазари-Шарифе и Джелалабаде.

### Вертолётные площадки
К 2007 году в стране находится 9 вертолётных площадок.